# Enrique Rodríguez Guerrero
Enrique Rodríguez Guerrero (Granada, 8 de noviembre de 1983) es un ajedrecista español. 
Con 19 años obtiene el título de Maestro Internacional de ajedrez. En el Abierto Internacional de Granada en diciembre de 2006 obtuvo el resultado definitivo que lo consagra como Gran Maestro Internacional de la FIDE.
Enrique Rodríguez Guerrero tiene un ELO de 2468 en la lista de abril de 2009, ocupando el puesto 38.º entre los españoles. Su máximo Elo FIDE hasta el momento es 2502 en abril de 2003 Progreso de puntuación de la FIDE (enlace roto disponible en Internet Archive; véase el historial, la primera versión y la última).),
Enrique tiene un estilo eminentemente táctico. En su repertorio de aperturas) cuenta con la Apertura española, la Defensa siciliana, la Defensa semieslava, la Defensa Benoni o el Gambito Benko.

## Primeros años
Comenzó a jugar al ajedrez a la edad de 9 años. En los Campeonatos Escolares de Granada consigue ser el mejor Sub-12 en 1995 para luego ser el mejor absoluto de todas las categorías escolares en los años 1996, 1997, 1998 y 1999. Es el jugador más joven en la historia granadina en ganar el campeonato absoluto de la Federación Granadina de Ajedrez a la edad de 14 años, en el año 1998; ganándolo también en el año 1999 con 15 años. Su primera victoria sobre un Gran Maestro Internacional en partidas lentas fue a la edad de 16 años, derrotando al GM croata Davor Komljenovic.

## Campeonatos de España
En 2003 participó en el Campeonato de España de ajedrez absoluto, no pudo acceder a las semifinales y terminó 2.º del Grupo II de los puestos de consolación. En el Campeonato de España abierto, terminó 5.º en 2004 con 7/9 (el vencedor fue Jesús Barón) y en 2005 terminó 9.º con 6/9 (el vencedor fue Manuel Rivas Pastor). En 2007 participó en el Campeonato de España de ajedrez de selecciones autonómicas como segundo tablero de Andalucía, con una puntuación de 3.5/6, terminando cuarto por equipos.
Enrique Rodríguez Guerrero ha participado en numerosos campeonatos de España de clubes. Sus resultados detallados son:
- 2005: 9.º tablero de Intel Tiendas UPI, 4.º por equipos en División de Honor, 1.5/2 (+1 =1 -0).
- 2006: 10.º tablero de C.A. Ancla-Cofiman, 4.º del Grupo II de División de Honor, 0.5/3 (+0 =1 -2).
- 2007: 6.º tablero de Intel Tiendas UPI, 3.º por equipos en División de Honor, 2/6 (+1 =2 -3).

En torneos de cubes por equipos también ha sido campeón de Portugal (en la modalidad de semirrápidas) en los años 2005 y 2006, con el club CX Faro.

## Torneos internacionales
En el año 2005 venció el Torneo Internacional de Dos Hermanas B, donde superó a cinco Grandes Maestros y a cuatro Maestros Internacionales españoles.
En 2006 terminó 5.º en el Abierto Internacional de Granada con 7/9 empatado en los puestos 1.º-7.º.
En 2007 venció en el Torneo de Ajedrez Villa de Mislata con 8/9.